# Lossower Berge
Lossower Berge – wzgórza na wschodzie Frankfurcie nad Odrą, w północnej części dzielnicy Lossow oraz w południowej części rezerwatu Güldendorfer Mühlental w dzielnicy Güldendorf.